# Kobus anselli
El cobo de Upemba (Kobus anselli) es una especie de mamífero artiodáctilo de la familia Bovidae que habita solamente en las zonas húmedas de la depresión del Upemba, en la cuenca alta del río Congo, en la República Democrática del Congo. En 2005 fue descrito como Kobus anselli, después de analizar 35 especímenes de museo recogidos entre 1926 y 1947-48. Anteriormente no se le había prestado atención debido a su parecido con el cobo lichi (Kobus leche), especialmente la subespecie del cobo lichi negro (K. l. smithemani). Sin embargo, en la Lista Roja de la UICN en 2008, todavía lo consideraba una subespecie de Kobus leche, catalogándola en peligro crítico de extinción.